# Zgodovinski viri
Zgodovinski viri so sledovi človeškega življenja in delovanja v preteklosti, ki jih glede na njihove značilnosti razdelimo na:
- materialne zgodovinske vire (orožje, pohištvo, orodje, okostje),•  Viri za proučevanje najstarejših obdobij,•  predmeti, ki jih je človek ustvaril in uporabljal v vsakdanjem življenju,•  omogočajo nam, da si stvari iz preteklosti lahko ogledamo

•  starejše odkrivajo in proučujejo arheologi, mlajše tudi zgodovinarji.
- pisne zgodovinske vire (revije, časopisi, plakati, knjige, kartice),•  Zapisi iz preteklosti, ki nam omogočajo stik z ljudmi iz davnine,•  pisni viri lahko izvirajo iz preteklosti (na primer časopis, ki je izšel pred dvajsetimi leti) ali današnjih dni, pri čemer črpajo informacije iz drugih, starejših virov (na primer učbenik za zgodovino).
- ustne zgodovinske vire (zgodbe, pesmi, šege, navade, legende),•Pričevanja očividcev (kar nam povedo priče dogodkov, na primer naši starši, stari starši),•  pred iznajdbo pisave so bili edini način prenašanja sporočil.
- avdiovizualne zgodovinske vire (izdelujemo in uporabljamo jih od 20. stoletja dalje) in
- abstraktne zgodovinske vire.

Vire lahko glede na njihov pomen v raziskovanju delimo tudi na primarne in sekundarne, glede na namen nastanka na poročila in preostanke in glede na stik s preteklostjo na vire prve in vire druge roke.
Zgodovinski viri so osnovni vir podatkov, ki jih uporabljamo za preučevanje zgodovine.